# NGC 3885
NGC 3885 (другие обозначения — ESO 440-7, MCG -5-28-6, AM 1144-273, IRAS11442-2738, PGC 36737) — линзовидная или спиральная галактика в созвездии Гидры. Открыта Уильямом Гершелем в 1790 году.
Галактика находится в середине области неба с пониженным потоком излучения в инфракрасной области, на длине волны 100 мкм. По всей видимости, активность ядра привела к изгнанию межгалактической среды вблизи галактики, из-за чего и наблюдается сниженный поток излучения. Балдж, по всей видимости, имеет форму трёхосного эллипсоида.
Этот объект входит в число перечисленных в оригинальной редакции «Нового общего каталога».
Галактика NGC 3885 входит в состав группы галактик NGC 3936. Помимо NGC 3885 в группу также входят NGC 3936, ESO 440-4 и ESO 440-11.